# Rossiya-Klasse
Rossiya-Klasse ist der Name einer Serie fluss- und kanalgängiger Binnenpassagiermotorschiffe mittelgroßer Bauart, die auch als Projekt 785 oder OL800 (slowakisch: osobna lod 800 – deutsch: Passagierschiff 800 PS) bekannt war.

## Geschichte
Die Flusskreuzfahrtschiffsserie wurde von 1952 bis 1958 hergestellt. Die slowakische Werft Narodny Podnik Škoda in Komárno (heute Slovenské Lodenice Komárno, damals Bestandteil des Škoda-Konzerns) baute drei Serien, von denen die erste geringfügig kleinere Abmessungen aufwies. Mit 36 gebauten Einheiten zählt der Typ zu den erfolgreichsten Entwürfen dieser Art. Die Namensgebung war zweigeteilt, die ersten 16 Schiffe, beginnend mit dem Typschiff Rossiya, erhielten Ländernamen von Sowjetrepubliken, gefolgt von 20 Schiffen, die nach russischen Komponisten benannt waren. Eingesetzt werden die Schiffe vorwiegend auf Binnendiensten der Flüsse Wolga, Kama, Don, Jenissei, Ob, Irtysch und Dnepr. Später, mit dem Aufkommen modernerer Tonnage auf der Wolga, wurden die Schiffe auf anderen Binnenfahrtgebieten genutzt, teilweise aber auch als Hotelschiffe aufgelegt oder an kleinere Binnenreedereien abgegeben.

## Technik
Die einzelnen Schiffe unterscheiden sich, je nach Variante, durch kleinere Unterschiede in der Schiffsgröße, die Ausrüstung mit verschiedenen Motorenbaumustern und anderen Besonderheiten, mit denen sie auf den jeweiligen Einsatz abgestimmt wurden. Die Schiffe verfügen über einen dieselelektrischen Antrieb mit zwei Hauptmotoren.
Die Rümpfe der einzelnen Serien unterscheiden sich in der Art, dass die Rümpfe der ersten Serie geringfügig kleiner waren, die der zweiten Serie etwas größer und die der dritten Serie bei gleichen Abmessungen wie die der zweiten Serie eine kleine Eisklasse aufwiesen, die den Betrieb auch in kälteren Regionen möglich machte. Die Schiffe besitzen nahezu über den ganzen Decksbereich angeordnete feste Aufbauten mit zwei Decks. Die Schiffe waren beim Bau mit Einzel- und Doppelkabinen sowie 4-, 6- und 8-Bettenkabinen, alle mit Waschgelegenheit, versehen. Darüber hinaus stehen zwei Restaurants und zwei Gemeinschaftsräume zur Verfügung. Die Mehrbettenkabinen wurden später modernisiert, was zu einer Verringerung der Passagierkapazität und erhöhtem Reisekomfort führte. Von den ursprünglichen vier Rettungsbooten blieben nach den Umbauten noch zwei. Die Schiffe verfügen über eine Tragfähigkeit von rund 25 Tonnen.

## Liste der Schiffe Projekt 785/OL800 in der Ursprungs- und englischen Sprache
In der Liste ist der Ursprungsname des Flusskreuzfahrtschiffes angegeben, die anderen Namen stehen in Klammern in chronologischer Reihenfolge:
Flusskreuzfahrtschiffe des Projekts 785/OL800:
| Schiffe der Rossiya-Klasse | Schiffe der Rossiya-Klasse                   | Schiffe der Rossiya-Klasse                     |
| lfd. Nr.                   | Originaler Ursprungsname                     | Seine englische Version                        |
| Projekt 785 – Erste Serie  | Projekt 785 – Erste Serie                    | Projekt 785 – Erste Serie                      |
| -------------------------- | -------------------------------------------- | ---------------------------------------------- |
| 1                          | Россия (Россич, Распутин)                    | Rossiya (Rossich, Rasputin)                    |
| 2                          | Украина                                      | Ukraina                                        |
| 3                          | Белоруссия                                   | Belorussiya                                    |
| 4                          | Азербайджан                                  | Azerbaydzhan                                   |
| 5                          | Грузия                                       | Gruziya                                        |
| 6                          | Армения                                      | Armeniya                                       |
| 7                          | Молдавия                                     | Moldaviya                                      |
| 8                          | Узбекистан (Царь Пётр, Коломенский Штандарт) | Uzbekistan (Tsar Pyotr, Kolomenskiy Shtandart) |
| 9                          | Казахстан                                    | Kazakhstan                                     |
| Projekt 785 – Zweite Serie |                                              |                                                |
| 10                         | Таджикистан (Кремас)                         | Tadzhikistan (Kremas)                          |
| 11                         | Туркменистан                                 | Turkmenistan                                   |
| 12                         | Киргизия (Петр Алабин)                       | Kirgiziya (Petr Alabin)                        |
| 13                         | Карелия                                      | Kareliya                                       |
| 14                         | Эстония (Киевская Русь, Князь Воронцов)      | Estoniya (Kievskaya Rus, Knyaz Vorontsov)      |
| 15                         | Латвия (Михаил Годенко, Маяк)                | Latviya (Mikhail Godenko, Mayak)               |
| 16                         | Литва                                        | Litva                                          |
| 17                         | Украина (Булгария)                           | Ukraina (Bulgariya)                            |
| 18                         | Мусоргский                                   | Musorgskiy                                     |
| 19                         | Композитор Чайковский                        | Kompozitor Chaykovskiy                         |
| 20                         | Бородин                                      | Borodin                                        |
| 21                         | Римский-Корсаков                             | Rimskiy-Korsakov                               |
| 22                         | Ипполитов-Иванов                             | Ippolitov-Ivanov                               |
| 23                         | Антон Рубинштейн (Пересвет)                  | Anton Rubinshteyn (Peresvet)                   |
| 24                         | Композитор Глазунов                          | Kompozitor Glazunov                            |
| 25                         | Композитор Глинка                            | Kompozitor Glinka                              |
| Projekt 785 – Dritte Serie |                                              |                                                |
| 26                         | Композитор Калинников                        | Kompozitor Kalinnikov                          |
| 27                         | Композитор Прокофьев                         | Kompozitor Prokofyev                           |
| 28                         | Композитор Скрябин                           | Kompozitor Skryabin                            |
| 29                         | Композитор Алябьев                           | Kompozitor Alyabyev                            |
| 30                         | Композитор Балакирев                         | Kompozitor Balakirev                           |
| 31                         | А. П. Чехов (Байкал, Капитан Родин)          | A. P. Chekhov (Baykal, Kapitan Rodin)          |
| 32                         | М. Ю. Лермонтов                              | M. Y. Lermontov                                |
| 33                         | А. С. Грибоедов (И. И. Шишкин, Виктория)     | A. S. Griboyedov (I. I. Shishkin, Viktoria)    |
| 34                         | Радянський Союз                              | Radyansykyy Soyuz                              |
| 35                         | В. I. Ленiн (Т. Г. Шевченко)                 | V. I. Lenin (T. G. Shevtchenko)                |
| 36                         | Карл Маркс                                   | Karl Marks                                     |

## Übersicht
| Schiffe des Typs Rossiya/Projekt 785/OL800 | Schiffe des Typs Rossiya/Projekt 785/OL800 | Schiffe des Typs Rossiya/Projekt 785/OL800 | Schiffe des Typs Rossiya/Projekt 785/OL800            | Schiffe des Typs Rossiya/Projekt 785/OL800 | Schiffe des Typs Rossiya/Projekt 785/OL800 | Schiffe des Typs Rossiya/Projekt 785/OL800                                                                                            |
| Baujahr                                    | Baunummer                                  | Serie                                      | Bild                                                  | Name                                       | Auftraggeber                               | Umbenennungen und Verbleib |
| ------------------------------------------ | ------------------------------------------ | ------------------------------------------ | ----------------------------------------------------- | ------------------------------------------ | ------------------------------------------ | --- |
| 1952                                       |                                            | I                                          |                                                       | Rasputin                                   | Wolga-Reederei, Gorki                      | → *ex. Rossiya, Rossich; 1986–1989 Wohnschiff bei Tschernobyl; Modernisierung gestoppt; im Oktober 2011 verschrottet                  |
| 1952                                       |                                            | I                                          | Bild                                                  | Ukraina (1952)                             | Wolga-Reederei, Gorki                      | → verbrannt am Don und verschrottet 1953                                                                                              |
| 1953                                       |                                            | I                                          | Bild (Memento vom 10. März 2007 im Internet Archive)  | Belorussiya                                | Wolga-Reederei, Gorki                      | → 1960 Kasan; 1986–1989 Wohnschiff bei Tschernobyl; außer Dienst; entsorgt 1989                                                       |
| 1953                                       |                                            | I                                          | Bild (Memento vom 10. März 2007 im Internet Archive)  | Azerbaydzhan                               | Wolga-Reederei, Gorki                      | → 1986–1989 Wohnschiff bei Tschernobyl; Wassersportzentrum nahe Sewastopol                                                            |
| 1953                                       |                                            | I                                          | Bild                                                  | Armeniya                                   | Wolga-Reederei, Gorki                      | → 1961–1992 Perm; 1989 abgeschrieben; 1993 bei Tschaikowski in Perm aufgelegt                                                         |
| 1953                                       |                                            | I                                          | Bild                                                  | Gruziya                                    | Wolga-Reederei, Gorki                      | → 1960 Kasan; 1986–1989 Wohnschiff bei Tschernobyl; außer Dienst                                                                      |
| 1953                                       |                                            | I                                          | Bild (Memento vom 10. März 2007 im Internet Archive)  | Moldaviya                                  | Wolga-Reederei, Gorki                      | → 1962 an Ob-Irtysch-Reederei, Omsk; 1975–1992 Wolga-Don-Reederei (Rostow am Don), Hotel in Türkei, gesunken                          |
| 1953                                       | 318                                        | I                                          |                                                       | Kolomenskiy Shtandart                      | Wolga-Reederei, Gorki                      | → *ex. Uzbekistan, Tsar Petr; 1986–1989 Wohnschiff bei Tschernobyl; Hotel und Cafè bei Kolomenskoje in Moskau                         |
| 1954                                       |                                            | I                                          | Bild (Memento vom 2. März 2007 im Internet Archive)   | Kazakhstan                                 | Wolga-Reederei, Gorki                      | → gestrichen |
| 1954                                       |                                            | II                                         | Bild (Memento vom 5. Januar 2013 im Internet Archive) | Kremas                                     | Wolga-Reederei, Gorki                      | an „Kremas“, Ryazan → Tadzhikistan; 1986–1989 Wohnschiff bei Tschernobyl; in Nawaschino zur Reparatur                                 |
| 1954                                       |                                            | II                                         | Bild (Memento vom 10. März 2007 im Internet Archive)  | Turkmenistan                               | Wolga-Reederei, Gorki                      | → verbrannt 1986, außer Dienst |
| 1954                                       | 328                                        | II                                         |                                                       | Petr Alabin                                | Wolga-Reederei, Gorki                      | *ex. Kirgiziya; 1986–1989 Wohnschiff bei Tschernobyl; 15. Juli 2011 auf der Wolga verhaftet                                           |
| 1955                                       | 323                                        | II                                         | Bild (Memento vom 10. März 2007 im Internet Archive)  | Kareliya                                   | Wolga-Reederei, Gorki                      | → 1986–1989 Wohnschiff bei Tschernobyl; 2006 außer Dienst                                                                             |
| 1955                                       | 324                                        | II                                         |                                                       | Knyaz Vorontsov                            | Wolga-Reederei, Gorki                      | → *ex. Estoniya 1986–1989 Wohnschiff bei Tschernobyl; nach Samara Kievskaya Rusj (2003) an OOO RusAgroTorg, Moskau, auf Himki-Stausee |
| 1955                                       |                                            | II                                         |                                                       | Mayak                                      | Wolga-Reederei, Gorki                      | → *ex. Latviya, Mikhail Godenko; Hotel Majak in Krasnojarsk                                                                           |
| 1955                                       | 326                                        | II                                         |                                                       | Litva                                      | Wolga-Reederei, Gorki                      | an OOO Selichow als Hotel in Krasnojarsk                                                                                              |
| 1955                                       |                                            | II                                         |                                                       | Bulgariya                                  | Wolga-Reederei, Gorki                      | *ex. Ukraina, am 10. Juli 2011 auf der Wolga gesunken                                                                                 |
| 1956                                       |                                            | II                                         |                                                       | Musorgskiy                                 | Wolga-Reederei, Gorki                      | später an Volga-Don-Reederei, Rostow am Don                                                                                           |
| 1956                                       |                                            | II                                         |                                                       | Chaykovskiy                                | Wolga-Reederei, Gorki                      | aufgelegt |
| 1956                                       |                                            | II                                         |                                                       | Mikhail Godenko                            | Jenissei-Reederei, Krasnojarsk             | → *ex. Borodin |
| 1956                                       |                                            | II                                         |                                                       | Rimskiy-Korsakov                           | Wolga-Reederei, Gorki                      | Es wurde 1992 (785A) modernisiert, es wird im Oktober 2011 wieder verkauft                                                            |
| 1956                                       |                                            | II                                         |                                                       | Ippolitov-Ivanov                           | Jenissei-Reederei, Krasnojarsk             | 2005 außer Dienst |
| 1956                                       |                                            | II                                         |                                                       | Peresvet                                   | Jenissei-Reederei, Krasnojarsk             | → *ex. Anton Rubinshteyn 1992 außer Dienst, 2004 Hotel Peresvet in Krasnojarsk                                                        |
| 1956                                       |                                            | II                                         |                                                       | Kompozitor Glazunov                        | Wolga-Reederei, Gorki                      | aufgelegt, wieder im Einsatz |
| 1956                                       |                                            | II                                         |                                                       | Kompozitor Glinka                          | Wolga-Reederei, Gorki                      | 1995 aufgelegt |
| 1957                                       |                                            | III                                        |                                                       | Kompozitor Kalinnikov                      | Jenissei-Reederei, Krasnojarsk             | aufgelegt, seit 1997 Hotel Viktoria in Krasnojarsk                                                                                    |
| 1957                                       |                                            | III                                        |                                                       | Kompozitor Prokofyev                       | Jenissei-Reederei, Krasnojarsk             | aufgelegt 2005, Schwimmanleger und die Kassenhalle des Fluss-Woksals in Krasnojarsk                                                   |
| 1957                                       |                                            | III                                        | Bild                                                  | Kompozitor Skryabin                        | Kama-Reederei, Molotov                     | → bei Tschaikowski-Basis in Perm aufgelegt                                                                                            |
| 1958                                       |                                            | III                                        |                                                       | Kompozitor Alyabyev                        | Ob-Irtysch-Reederei, Omsk                  | aufgelegt 1999 |
| 1957                                       |                                            | III                                        |                                                       | Kompozitor Balakirev                       | Ob-Irtysch-Reederei, Omsk                  | abgeschrieben |
| 1957                                       |                                            | III                                        |                                                       | Kapitan Rodin                              | Jenissei-Reederei, Krasnojarsk             | *ex. A. P. Chekhov, Baykal; aufgelegt 2005                                                                                            |
| 1958                                       | 31                                         | III                                        | Bild                                                  | M. Yu. Lermontov                           | Jenissei-Reederei, Krasnojarsk             | → im Dienst auf Jenissei |
| 1958                                       | 33                                         | III                                        |                                                       | Viktoriya                                  | Kama-Reederei                              | *ex. A. S. Griboyedov, I. I. Shishkin; 1989 außer Dienst, seit 2011 steht zum Verkauf                                                 |
| 1958                                       |                                            | III                                        |                                                       | Radyansykyy Soyuz                          | Dnepr-Reederei, Dnepropetrovsk             | an Kiew übergeben, 1986–1989 Wohnschiff bei Tschernobyl; im Kiewer Stausee „vergessen“                                                |
| 1958                                       |                                            | III                                        |                                                       | T. G. Shevchenko                           | Dnepr-Reederei, Dnepropetrovsk             | *ex. V. I. Lenin, 1986–1989 Wohnschiff bei Tschernobyl; gestrichen 1989 und 1994 gesunken                                             |
| 1958                                       |                                            | III                                        | Bild                                                  | Karl Marks                                 | Dnepr-Reederei, Kiev                       | 1986–1989 Wohnschiff bei Tschernobyl; 1989 außer Dienst, im Kiewer Stausee „vergessen“                                                |